# Pseudonégligence
La pseudonégligence (Bowers et Heilman, 1980) fait référence, par analogie à l’héminégligence, au phénomène de conscience biaisée de l’espace, observable, chez des sujets sains et en dehors de toute anomalie de la perception ou de la motricité, lors de différentes épreuves expérimentales.

## Localisation cérébrale
La pseudonégligence émerge historiquement des travaux cliniques sur l’héminégligence de certains patients cérébro-lésés.
L'héminégligence peut être définie comme un état pathologique sévère qui consiste dans la négligence d’un hémi-espace, souvent gauche, liée à une lésion, généralement, du cortex pariétal postérieur (Vallar, 1993 ; Karnath et al., 2001 ; Thiebaut de Schotten et al., 2005). D’autres régions cérébrales peuvent être mises en cause, comme le corps calleux (Heilman et al., 1984 ; Kashiwagi et al., 1990 ; Corballis, 1995), ou encore le gyrus angulaire (Mort et al., 2003).
Ces régions cérébrales sont associées, par déduction, à la pseudonégligence.

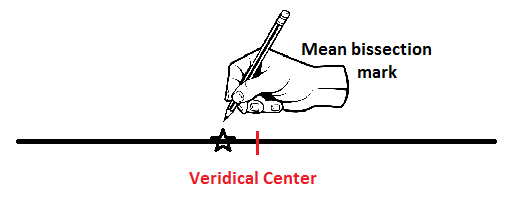
Test de bissection de ligne

## Tâches révélatrices
La tâche de bissection de lignes (Schenkenberg et al., 1980), qui consiste à placer une marque sur une ligne horizontale pour indiquer son milieu, est un bon révélateur de la pseudonégligence et a été très largement étudiée (pour une revue célèbre, Jewell et McCourt, 2000). 
D’autres tests ont été utilisés : barrage de symboles, où le sujet doit barrer un ou des symboles spécifiques répartis sur une planche comportant une multiplicité d’autres symboles distracteurs (Gauthier, Dehaut, Joanette, 1989 ; Laurent-Vannier et al., 2006 ; Vilayphonh et al., 2009 ; Molenberghs et al., 2011) ; exercice de décision forcée, où le sujet doit choisir entre deux images celle qui correspond le mieux à une consigne donnée : visages chimériques (Mattingley et al., 1994), lignes bissectées (McCourt et al., 1999, 2000, 2001) ; contrastes gris (Mattingley et al., 1994 ; Nicholls et al., 1999) ; milieu imaginaire dans une réalité virtuelle, où le sujet doit arrêter une balle qui roule sur des écrans lorsqu’il pense que celle-ci est située exactement derrière lui (Cocchini et al., 2007).  
De plus si la majorité des tests que nous venons de citer sont sur support papier ou écran d'ordinateur, on parle alors de stimulus visuel, certains chercheurs utilisent des stimuli tactiles (Bowers et al., 1980 ; Philip & Hatwell, 1998), et auditifs (Crottaz-Herbette, 2001) notamment. 

## Théories explicatives
Dans le test de bissection de ligne, le sujet viendra, habituellement, placer une marque légèrement à gauche du centre réel de la ligne, ce biais étant qualifié de biais attentionnel, c’est-à-dire que l’attention accordée à l’hémi-espace gauche serait plus important que celle accordée à l’hémi-espace droit (pour une revue claire de ces théories de l’attention, Cavézian, 2007). Récemment, une thèse a permis d’imager l’activation des zones cérébrales impliquées dans la tâche de bissection de ligne, elle met notamment en avant la dissymétrie hémisphérique de ces activations (Hay, 2012).

## Facteurs d'influence
Ce biais a pu être modulé, dans l’épreuve de bissection de ligne, par quantité de facteurs : contraste, longueur, azimut et élévation des lignes (McCourt et al., 1999) par exemple. On sait que l’âge, le sexe, la latéralité manuelle ont aussi un effet (Jewell et McCourt, 2000).